# Hesperochernes pallipes
Hesperochernes pallipes es una especie de arácnido  del orden Pseudoscorpionida de la familia Chernetidae.

## Distribución geográfica
Se encuentra en California y Colorado en (Estados Unidos).